# Hatcseppes óriásfutó
A hatcseppes óriásfutó vagy dominófutrinka (Anthia sexguttata), a bogarak (Coleoptera) rendjébe és futrinkafélék (Carabidae) családjába tartozó ragadozó bogárfaj.
Egyesek terráriumi hobbiállatként tartják.

## Elterjedése
India alföldjein, a talajon él. A nőstények 10-15 cm hosszú, vagy mélységű járatokat ásnak a talajba.

## Megjelenése
Viszonylag nagy méretű bogár, mindkét ivar mérete 45-60 mm.
Teste egységes fekete színű, mindkét szárnyfedőjén 2-2, valamint torának mindkét oldalán 1-1 nagy kiterjedésű fehér folt látható, melyek mindig szimmetrikusak.
Összetett szemekkel rendelkeznek, a többi futrinkaféléhez hasonlóan kiváló a látásuk. Szemeik alatt szárnyszerű lebeny található, hatízű csápjai mérsékelten hosszúak. Rágóik erőteljesek, hártyás szárnyai fejletlenek.
Az ivari dimorfizmus nem jelentős, mindössze abban mutatkozik meg, hogy a hímek első lábának lábfeje (tarsus) vastagabb, és rágóik is nagyobbak a nőstényekénél.

## Életmódja
A természetben apró rovarokat, elsősorban hangyákat zsákmányolnak, de fogyasztanak más méretüknek megfelelő ízeltlábúakat is, például sáskákat, valamint csigákat is.
Szívesen rejtőznek kövek alatt, illetve a nőstények a föld alá hosszú üregeket ásnak. Hártyás szárnyaik fejletlensége miatt röpképtelenek.

## Tartása
Egyszerre 2-3 bogár tartható, egy legalább 30 x 20 x 30 cm méretű inszektáriumban. Magas hőmérsékletet igényelnek, akár 40 °C-on is tarthatók, de legalább 25 °C-ra van szükségük.
Üregek ásása céljából az aljzatnak 10–15 cm-nyi homokos földkeverék használatos, ezenkívül fadarabok, kövek behelyezése is fontos.
Hetente egyszer vízzel permetezzük az inszektáriumot, de friss víz mindig álljon a bogarak rendelkezésére.